# .nr
.nr (Nauru) é o código TLD (ccTLD) na Internet para Nauru.